# Merry Happy Whatever
 (décembre 2019).
Si vous disposez d'ouvrages ou d'articles de référence ou si vous connaissez des sites web de qualité traitant du thème abordé ici, merci de compléter l'article en donnant les références utiles à sa vérifiabilité et en les liant à la section « Notes et références ».
Merry Happy Whatever ou Noël dans tous ses états au Québec, est une série télévisée de Noël américaine en huit épisodes d'environ 25 minutes créée par Tucker Cawley (en), et mise en ligne le 28 novembre 2019 sur Netflix,,,,.

## Synopsis
La série se déroule pendant une semaine environ à Noël dans la maison des Quinn. L'histoire suit Don Quinn (Dennis Quaid) alors qu'il lutte avec différents stress des vacances. Ils sont encore plus compliqués car Emmy (Bridgit Mendler), la plus jeune de la famille, ramène à la maison son petit ami Matt (Brent Morin) de Californie. Le couple demande la permission de Don pour se marier. Le patriarche contrôlant de la famille n'est pas content parce que Matt est un musicien en difficulté.

## Distribution

### Acteurs principaux
- Dennis Quaid (VF : Bernard Lanneau) : Don Quinn, le patriache de la famille Quinn et un shériff à Bucks County, en Pennsylvanie
- Bridgit Mendler (VF : Noémie Orphelin) : Emmy Quinn, la plus jeune fille de Don qui ramène son petit-ami à la maison pour les vacances
- Brent Morin (en) (VF : Guillaume Lebon) : Matt, le petit-ami d'Emmy et musicien en difficulté à Los Angeles
- Ashley Tisdale (VF : Céline Ronté) : Kayla, la seconde fille de Don dans le placard
- Siobhan Murphy (VF : Marie Chevalot) : Patsy, la fille optimiste aînée de Don
- Adam Rose (VF : Mathias Kozlowski) : Todd, beau-fils juif de Don et mari de Patsy
- Elizabeth Ho (VF : Vanessa Van-Geneugden) : Joy Quinn, la belle-fille de Don et la femme de Sean
- Hayes MacArthur (en) (VF : Boris Rehlinger) : Sean Quinn, le fils de Don

### Acteurs récurrents
- Garcelle Beauvais (VF : Géraldine Asselin) : Nancy, une infirmière à Morristown Urgent Care et l'intérêt amoureux de Don
- Mason Davis (VF : Julien Crampon) : Sean Jr., le fils aîné de Sean qui est récemment devenu athée
- Luca Jaye (VF : Thomas Sagols) : Donny, le fils cadet de Sean

### Invités
- Tyler Ritter (en) (VF : Alexandre Gillet) : Alan, le mari séparé de Kayla qui envisage de divorcer
- Chris Meyers : Bryan, le fils de Nancy qui désapprouve que Don soit avec sa mère
- Dan Castellaneta : Ted Boseman, l'ami de Don qui est forcé d'offrir à Emmy un excellent nouvel emploi après que Don ne l'a pas arrêté après avoir commis un crime
- Paul Dooley (VF : Bernard Bollet) : Grand-père Jack, le beau-père de Don qui déteste ouvertement Don et pense qu'il n'a jamais été assez bon pour sa fille.

Version française
- Société de doublage : Cinephase
- Direction artistique : Nathanel Alimi
- Adaptation : Julia Borsatto et Samuel Lavie

 Source et légende : version française (VF) sur RS Doublage

## Épisodes
1. Bienvenue, Matt ! (Welcome, Matt)
2. Les Doux chants de Noël (Harmony)
3. Interceptions (Interference)
4. Le Pire cauchemar de Papa (Happy Mall-idays)
5. La Nuit avant la 4e nuit de Hanouka (Twas the Night Before the 4th Night of Hanukkah)
6. L'Ex-prit de Noël (Merry Ex-Mas)
7. Pause hivernale (Christmas Break)
8. Bonne année ! (Ring In the New Year)

## Commentaire
Bridgit Mendler et Brent Morin ont joué ensemble dans la sitcom américaine Undateable en 2015.